# Fujitsu Red Wave
Fujitsu Red Wave er en japansk kvindelig basketballklub baseret i Kawasaki, Japan. Klubben spiller i Women's Japan Basketball League (WJBL), som er den højeste professionelle liga for kvinder i japansk basketball. Klubben er kendt for at udvikle talentfulde spillere, herunder landsholdsspillere, og har deltaget i flere nationale turneringer.

## Historie og præstationer
Fujitsu Red Wave er en af de mest etablerede klubber i den japanske kvindelige basketballscene. Klubben har konkurreret i WJBL i flere årtier og har markeret sig som en af de stærkeste i ligaen.
Klubben har været en vigtig del af udviklingen af kvindelig basketball i Japan, og flere af dens spillere har repræsenteret Japan i internationale turneringer såsom Sommer-OL 2020 i Tokyo.

## Spillere
Flere prominente spillere har spillet for Fujitsu Red Wave, herunder:
- Mio Shinozaki – Deltog i Sommer-OL 2020 i 3x3-basketball for Japan[4].
- Andre landsholdsspillere gennem tiden.

## Liga og konkurrence
Fujitsu Red Wave deltager i den årlige Women's Japan Basketball League, hvor de konkurrerer mod andre professionelle kvindehold i Japan. Ligaen er en af de stærkeste i Asien og har produceret mange spillere, der har optrådt på internationalt niveau.